# یوهان موسو
یوهان موسو (انگلیسی: Johan Museeuw؛ زادهٔ ۱۳ اکتبر ۱۹۶۵) دوچرخه‌سوار اهل بلژیک است.
از باشگاه‌هایی که در آن بازی کرده‌است می‌توان به تیم کوئیک‌استپ فلورز، تیم دوچرخه‌سواری ماپی، تیم لوتو–سودال، و ام‌جی مالیفیچو اشاره کرد.
وی در مسابقات کشوری و بین‌المللی در مجموع برندهٔ ۱ مدال طلا شده‌است.